# René Romet
Pour les articles homonymes, voir Romet.
René Romet, né le 5 mars 1936 à Toulon (Var), est un pilote d’hélicoptère, ancien sauveteur de haute montagne et instructeur, qualifié de « sauveteur de l'impossible ».

## Origine, famille
Né le 5 mars 1936 à Toulon (Var), il se jure de devenir pilote d’hélicoptères le jour où il voit pour la première fois cette machine fabuleuse venir vers lui et le pilote lui faire un signe.
René Romet a plusieurs enfants dont deux fils, Dominique né en 1963, pilote et créateur de plusieurs sociétés liées aux hélicoptères, et Rudy, pilote instructeur d'hélicoptère,.

## Formation
René Romet a suivi les cours de l'école des mécaniciens de l’Aéronautique Navale de Rochefort, il a obtenu le brevet de technicien aéronautique « Avions et Hélicoptères », le brevet militaire de pilote « Avions et Hélicoptères ». Il a été contrôleur en vol, membre du jury des examens de l’Aviation civile, est certifié enquêteur des accidents d’aviation, en particulier hélicoptères. Il est expert aéronautique et formateur montagne des pilotes du CEV (Centre d’Essais en Vol).
Il a été expert judiciaire aéronautique auprès de la cour d’appel de Chambéry en 1997

## Carrière

### Carrière militaire
C’est à  17 ans qu’il commence sa carrière militaire, il s’engage dans la Marine et devient mécanicien-plongeur-sauveteur sur hélicoptères. En Indochine, il est « treuilliste » sur un porte-avions.
Envoyé en Algérie, il acquiert une formation spécialisée de technicien de maintenance aéronautique, puis à l'école de pilote, il obtient le diplôme d'instructeur pilote avion et hélicoptère de l'Aviation légère de l'armée de terre (ALAT). Il devient alors moniteur et est chargé de la formation des pilotes de la navale. Il quitte l'armée en 1970, après 270 missions de guerre.

### Sécurité civile
En 1970, il rentre comme pilote à la Sécurité civile tout d’abord en Corse comme chef pilote, puis dans les Pyrénées et enfin à Annecy. Il apprend le pilotage en montagne. Compte tenu de son adresse, il réalise son premier sauvetage en 1972, dans le Massif de la Tournette, pour récupérer le cadavre décapité d’un prêtre. Il réussit le premier treuillage latéral dans les Drus. À la suite de ces sauvetages, il est qualifié de « sauveteur de l'impossible ».
Apprécié des médias, il met en valeur les hélicoptères de la Sécurité civile dans des émissions télévisées mais aussi dans les journaux. Christian Brincourt est à ses côtés, Michel Drucker l’invite dans l’émission Stars 90, Didier Régnier lui consacre un reportage sur TF1. Il crée alors le « Rotor Club Alpin » afin de partager son expérience.

## Activités diverses
Il donne des cours de pilotage d’hélicoptère à Nadine Vaujour, qui fera ensuite évader de prison son époux Michel Vaujour.
Il organise en 1980, 1982 et 1984 la coupe de France hélicoptères, point de ralliement du monde de l’hélicoptère. Lors du rassemblement de 1984, plus de  80 machines sont présentes venues de divers pays. À cette occasion, René Romet obtient l’autorisation de poser les appareils sur les bords du lac d’Annecy.
Le 15 août 1988, il met en place le « Christ du Mont-Blanc » à l'aiguille du Capucin à 3 300 mètres en hommage aux équipages d'hélicoptères et aux 30 000 victimes secourues depuis l’apparition de l’hélicoptère.
En 1992, René Romet quitte la Sécurité Civile avec quelque 17 000 heures de vol, 3 900 missions de Secours et plus de 5 000 personnes sauvées ; il crée alors la société Héli Secours Assistance dont le but est la formation et le perfectionnement de pilotes, notamment de pilotes militaires, pour le vol en montagne.

## Ouvrages
- Le Secours arrive du ciel, éditions Hatier, 1976, 127 p.  (ISBN 2-2180-3744-0).
- Secours extrêmes, avec Jean-René Belliard, préface de René Desmaison, éditions Flammarion, 1986, 294 p.  (ISBN 2-08-065051-3) (BNF 36619833).
- L'hélicoptère et la montagne, préface de Jean-Claude Killy et René Desmaison, éditions Gardet, 1990, 142 p.  (ISBN 2-7049-0009-4).

## Distinctions

### Ordres nationaux
Officier de la Légion d'honneur

 Chevalier de l'Ordre national du Mérite

### Décorations civiles
Médaille d’honneur pour acte de courage et de dévouement (bronze, argent, et or)

 Médaille d’honneur de l’Aéronautique

 Médaille de la Jeunesse et des Sports

### Décorations militaires
Croix de la valeur militaire 3 citations 
 Croix du combattant

### Médailles commémoratives
Le « grand prix » de l’Académie de l'air et de l'espace a été remis en 1994 à René Romet.
René Romet a été capitaine de l'équipe de France en 1981 pour la première participation de la France aux championnats du monde d'hélicoptères en Pologne.

## Pour approfondir